# ستانيسلاس غيريني
ستانيسلاس غيريني (مواليد 14 مايو 1982) هو سياسي فرنسي يشغل منصب وزير الخدمات العامة في حكومة إليزابيث بورن.